# Randy Rogers Band
Die Randy Rogers Band ist eine US-amerikanische Countryband der Red Dirt/Texas-Country-Szene.

## Geschichte
Die Randy Rogers Band wurde vom namensgebenden Frontmann der Gruppe mit einigen Freunden in Texas gegründet. Ihre erste Veröffentlichung hatte die Gruppe im Jahr 2000 mit dem in San Marcos, Texas aufgenommenen Livealbum Live at Cheatham Street Warehouse, ihr erstes Studioalbum Like It Used to Be folgte zwei Jahre später. Es erreichte zwar genau wie das 2004 veröffentlichte Rollercoaster keine Chartplatzierungen, sorgte aber dafür, dass die Randy Rogers Band nach langer Suche einen Vertrag bei der Universal Music Group beziehungsweise deren Label Mercury Nashville unterschrieb.
Mit dem Firmennamen im Rücken wurde ihr drittes Studiowerk zum Erfolg, mit Just a Matter of Time schafften sie es bis in die Top Ten der Country-Albumcharts und auf Platz 61 der Billboard 200. Im Jahr 2007 wurde die Band in einer Bestenliste des Rolling Stone an der Seite von Größen wie U2 und den Rolling Stones genannt. Im September 2008 brachte sie ein neues Album heraus, das den gleichen Namen wie die Band selbst bekam, und es bis auf Platz 3 der Countrycharts schaffte. Diesen Erfolg konnten die fünf Musiker 2010 mit Burning the Day noch überbieten, als sie erstmals in der Top Ten der Billboard 200 vertreten waren. In den Countrycharts erreichten sie Platz 2, was ebenfalls einen Rekord für sie bedeutete. Am 30. April 2013 wurde die neue CD Trouble veröffentlicht. Neben ihren Studiotätigkeiten ist die Band in den US-Südstaaten viel auf Tour, insbesondere in Texas. Unterstützt wird Rogers durch Radney Foster, der als Mentor und Produzent für die Band tätig ist.

## Diskografie

### Studioalben
| Jahr | Titel                    | Höchstplatzierung, Gesamtwochen, AuszeichnungChartplatzierungen (Jahr, Titel, Platzierungen, Wochen, Auszeichnungen, Anmerkungen) | Höchstplatzierung, Gesamtwochen, AuszeichnungChartplatzierungen (Jahr, Titel, Platzierungen, Wochen, Auszeichnungen, Anmerkungen) | Anmerkungen                                         |
| Jahr | Titel                    | US | Country | Anmerkungen                                         |
| ---- | ------------------------ | --- | --- | --------------------------------------------------- |
| 2006 | Just a Matter of Time    | US61 (1 Wo.)US | Country8 (8 Wo.)Country | Erstveröffentlichung: 12. September 2006            |
| 2008 | Randy Rogers Band        | US29 (3 Wo.)US | Country3 (24 Wo.)Country | Erstveröffentlichung: 23. September 2008            |
| 2010 | Burning the Day          | US8 (4 Wo.)US | Country2 (36 Wo.)Country | Erstveröffentlichung: 24. August 2010               |
| 2013 | Trouble                  | US9 (3 Wo.)US | Country3 (17 Wo.)Country | Erstveröffentlichung: 30. April 2013                |
| 2015 | Hold My Beer, Vol. 1     | US37 (1 Wo.)US | Country4 (3 Wo.)Country | Erstveröffentlichung: 20. April 2015 mit Wade Bowen |
| 2016 | Nothing Shines Like Neon | US47 (1 Wo.)US | Country5 (4 Wo.)Country | Erstveröffentlichung: 15. Januar 2016               |
| 2019 | Hellbent                 | — | Country24 (1 Wo.)Country | Erstveröffentlichung: 21. Januar 2019               |

Weitere Studioalben
- 2002: Like It Used to Be
- 2004: Rollercoaster

### Livealben
| Jahr | Titel                              | Höchstplatzierung, Gesamtwochen, AuszeichnungChartplatzierungen (Jahr, Titel, Platzierungen, Wochen, Auszeichnungen, Anmerkungen) | Höchstplatzierung, Gesamtwochen, AuszeichnungChartplatzierungen (Jahr, Titel, Platzierungen, Wochen, Auszeichnungen, Anmerkungen) | Anmerkungen                                       |
| Jahr | Titel                              | US | Country | Anmerkungen                                       |
| ---- | ---------------------------------- | --- | --- | ------------------------------------------------- |
| 2005 | Live at Billy Bob’s Texas          | — | Country62 (1 Wo.)Country | Erstveröffentlichung: 16. August 2005             |
| 2014 | Homemade Tamales: Live at Floore’s | US70 (1 Wo.)US | Country11 (2 Wo.)Country | Erstveröffentlichung: 15. April 2014              |
| 2016 | Watch This                         | — | Country21 (1 Wo.)Country | Erstveröffentlichung: 3. Juni 2016 mit Wade Bowen |

Weitere Livealben
- 2000: Live at Cheatham Street Warehouse

### Singles
| Jahr | Titel Album                                         | Höchstplatzierung, Gesamtwochen, AuszeichnungChartsChartplatzierungen (Jahr, Titel, Album, Platzierungen, Wochen, Auszeichnungen, Anmerkungen) | Anmerkungen |
| Jahr | Titel Album                                         | Country | Anmerkungen |
| ---- | --------------------------------------------------- | --- | ----------- |
| 2005 | Tonight’s Not the Night (For Goodbye) Rollercoaster | Country43 (20 Wo.)Country |             |
| 2005 | Down and Out Rollercoaster                          | Country48 (17 Wo.)Country |             |
| 2006 | Kiss Me in the Dark Just a Matter of Time           | Country43 Platin · (20 Wo.)Country |             |
| 2007 | One More Goodbye Just a Matter of Time              | Country53 (9 Wo.)Country |             |
| 2008 | In My Arms Instead Randy Rogers Band                | Country52 Platin · (5 Wo.)Country |             |
| 2010 | Too Late for Goodbye Burning the Day                | Country47 (10 Wo.)Country |             |
| 2012 | One More Sad Song Trouble                           | Country38 (13 Wo.)Country |             |

Weitere Singles
- 2006: Somebody Take Me Home
- 2009: Buy Myself a Chance (US: Gold)
- 2010: Steal You Away
- 2012: Last Last Chance
- 2013: Trouble Knows My Name
- 2013: Fuzzy
- 2014: Satellite
- 2016: Neon Blues